# Кубок европейских чемпионов по волейболу среди женщин 1965/1966
6-й розыгрыш Кубка европейских чемпионов по волейболу среди женщин проходил с 14 января по 30 апреля 1966 года с участием 9 клубных команд стран-членов Европейской комиссии волейбола (ЕКВ). Победителем турнира стала советская команда ЦСКА (Москва).

## Команды-участницы
| Страна       | Команда               |                                           |
| ------------ | --------------------- | ----------------------------------------- |
| Болгария     | «Левски» (София)      | Чемпион Болгарии 1965                     |
| ГДР          | «Динамо» (Берлин)     | Чемпион ГДР 1965                          |
| Польша       | АЗС-АВФ (Варшава)     | Чемпион Польши 1965                       |
| СССР         | «Динамо» (Москва)     | победитель розыгрыша Кубка чемпионов 1965 |
| СССР         | ЦСКА (Москва)         | Чемпион СССР 1965                         |
| Турция       | «Бешикташ» (Стамбул)  | Чемпион Турции 1965                       |
| ФРГ          | «Ганновер» (Ганновер) | Чемпион ФРГ 1965                          |
| Чехословакия | «Славия» (Прага)      | Чемпион Чехословакии 1965                 |
| Швейцария    | «Уни» (Базель)        | Чемпион Швейцарии 1965                    |

## Система проведения розыгрыша
В турнире принимали участие команды 8 стран-членов ЕКВ (8 чемпионов своих стран и «Динамо» (Москва, СССР) в качестве действующего обладателя Кубка). На всех стадиях розыгрыша применялась система плей-офф.
Жеребьёвка соревнований прошла 5 октября 1965 года в Брюсселе.

## 1-й раунд
«Бешикташ» (Стамбул) —  ЦСКА (Москва)
14 января. 0:3 (2:15, 0:15, 0:15).
15 января. 0:3 (0:15, 0:15, 2:15). Оба матча прошли в Стамбуле.
От участия в 1-м раунде освобождены:
| «Левски» (София) «Динамо» (Берлин) АЗС-АВФ (Варшава) «Динамо» (Москва) | «Ганновер» «Славия» (Прага) «Уни» (Базель) |

## Четвертьфинал
ЦСКА (Москва) —  «Динамо» (Берлин)
8 февраля. 3:0 (15:8, 15:0, 15:5).
.. февраля. ?:?
 «Уни» (Базель) —  АЗС-АВФ (Варшава)
12 февраля. 0:3 (1:15, 8:15, 6:15).
5 марта. 0:3.
 «Славия» (Прага) —  «Динамо» (Москва)
10 февраля. 2:3 (15:3, 12:15, 4:15, 15:7, 7:15).
22 февраля. 0:3 (7:15, 4:15, 14:16).
 «Ганновер» —  «Левски» (София)
 ?:?
 ?:?

## Полуфинал
АЗС-АВФ (Варшава) —  ЦСКА (Москва)
5 апреля. 0:3.
8 апреля. 0:3 (4:15, 8:15, 11:15).
 «Динамо» (Москва) —  «Левски» (София) 
.. апреля. 3:0 (15:1, 15:2, 15:12).
6 апреля. 3:1 (13:15, 15:7, 15:11, 15:11).

## Финал
ЦСКА (Москва) —  «Динамо» (Москва)   
29 апреля. 3:0 (15:7, 15:7, 15:6).
30 апреля. 3:0 (15:12, 15:5, 16:14).

## Итоги

### Призёры
| ЦСКА (Москва)     |
| «Динамо» (Москва) |